# Одеська округа
Оде́ська окру́га — адміністративно-територіальна одиниця Української СРР в 1923–1930 роках. Окружний центр — місто  Одеса.

## Історія
Створена 7 березня 1923 року в складі Одеської губернії УСРР.
12 жовтня 1924 року Дубосарський, Григоріопольський, Тираспольський та Слободзейський райони увійшли до новоствореної АМСРР.
26 листопада 1924 року приєднана частина ліквідованої Балтської округи та Ісаївський район Першомайської округи.
1 серпня 1925 року ліквідована Одеська губернія, округа перейшла у пряме підпорядкування республіці. 
На 1 жовтня 1925 року до складу округу входило 15 районів, 399 сільрад. Площа району — 12522 верст2, населення — 760 748 осіб. Населення Одеси — 325 354 чол, площа — 55 верст2 .
Станом на 1 січня 1926 року до складу округи входили 16 районів:
- Анатолівський (центр — с. Суворове)
- Антоново-Кодинцівський (с. Антоново-Кодинцеве)
- Березівський (смт Березівка)
- Біляївський (с. Біляївка)
- Гросулівський (с. Гросулове)
- Захар'ївський (с. Захар'ївка)
- Манхеймський (с. Зельц)
- Овідіопольський (с. Овідіополь)
- Одеський (м. Одеса)
- Петровірівський (с. Петровірівка)
- Северинівський (с. Северинівка)
- Троїцький (с. Троїцьке)
- Цебриківський (с. Цебрикове)
- Чернівський (с. Чернове), колишній Ісаївський (с. Ісаєве)
- Янівський (Тарасошевченківський) (с. Янівка)

Площа округи становила 14 185 км², населення — 864 399 мешканців (перепис 17.12.1926). В окрузі було 1 місто, 1 смт (на 1 січня 1926 року).
28 квітня 1926 року Северинівський район Одеського округу був розформований і створений Велико-Буялицький район:
- Олександрійська, Адамівська, Гнатівська, Маринівська, Іллінська і Серпнева сільські ради скасованого району увійшли до складу Янівського району Одеського округу.
- Велико-Буялицька, Свердловська, Кубанська, Куяльницька, Павлинська і Гільдендорфська сільські ради Северинівського району утворили новий район — Велико-Буялицький, з центром в с. Великий Буялик. Він відновився до болгарського національного району.

В квітні 1926 року також утворений Грос-Лібентальський район.
13 червня 1930 р. приєднані Вільшанський, Благодатнівський, Савранський, Любашівський, Першомайський з містом Першомайським, Кривоозерський, Врадієвський та Доманівський райони ліквідованої Першомайської округи.
З 15 вересня 1930 року разом з іншими округами УСРР ліквідована.

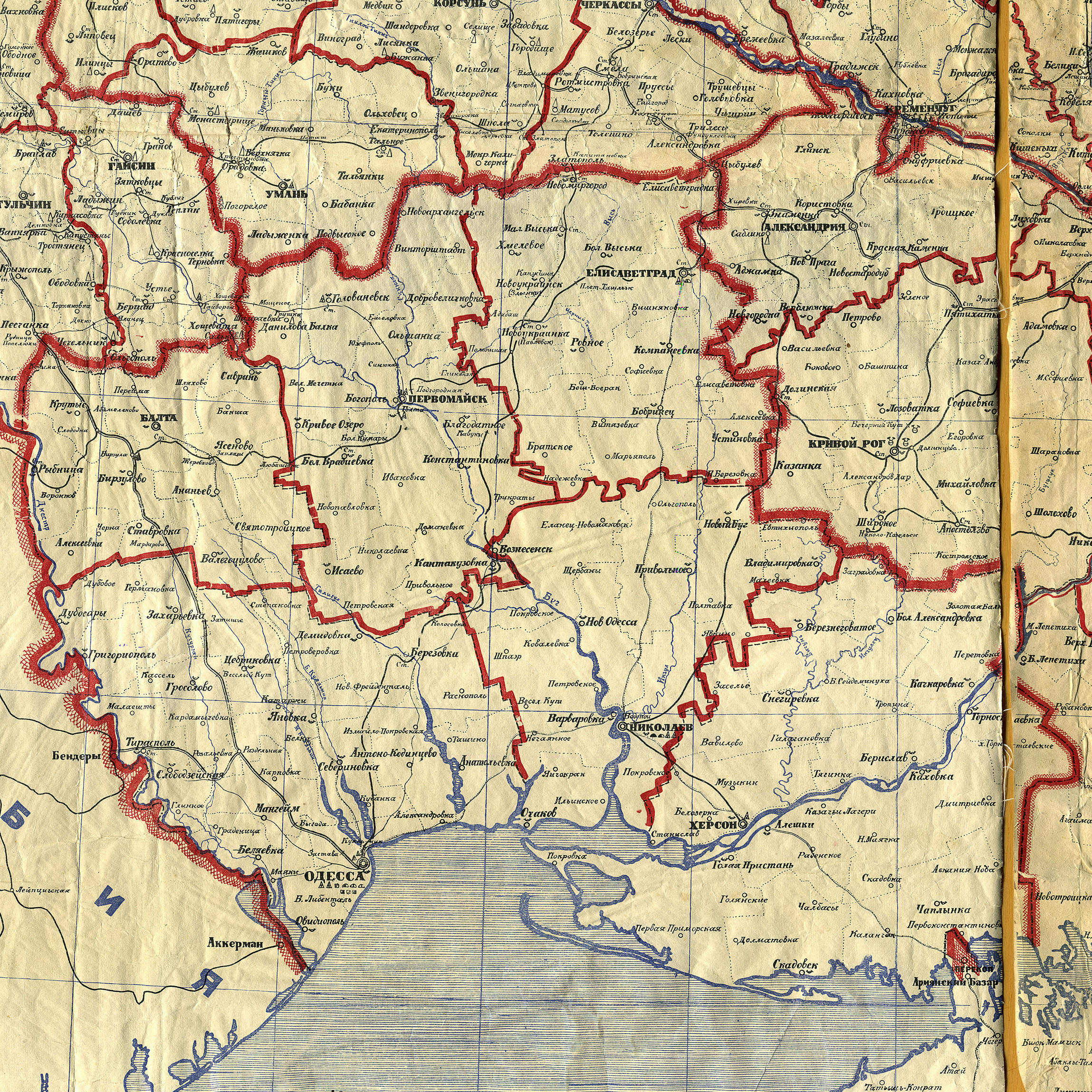
Карта Одеської округи у складі Одеської губернії, 1923
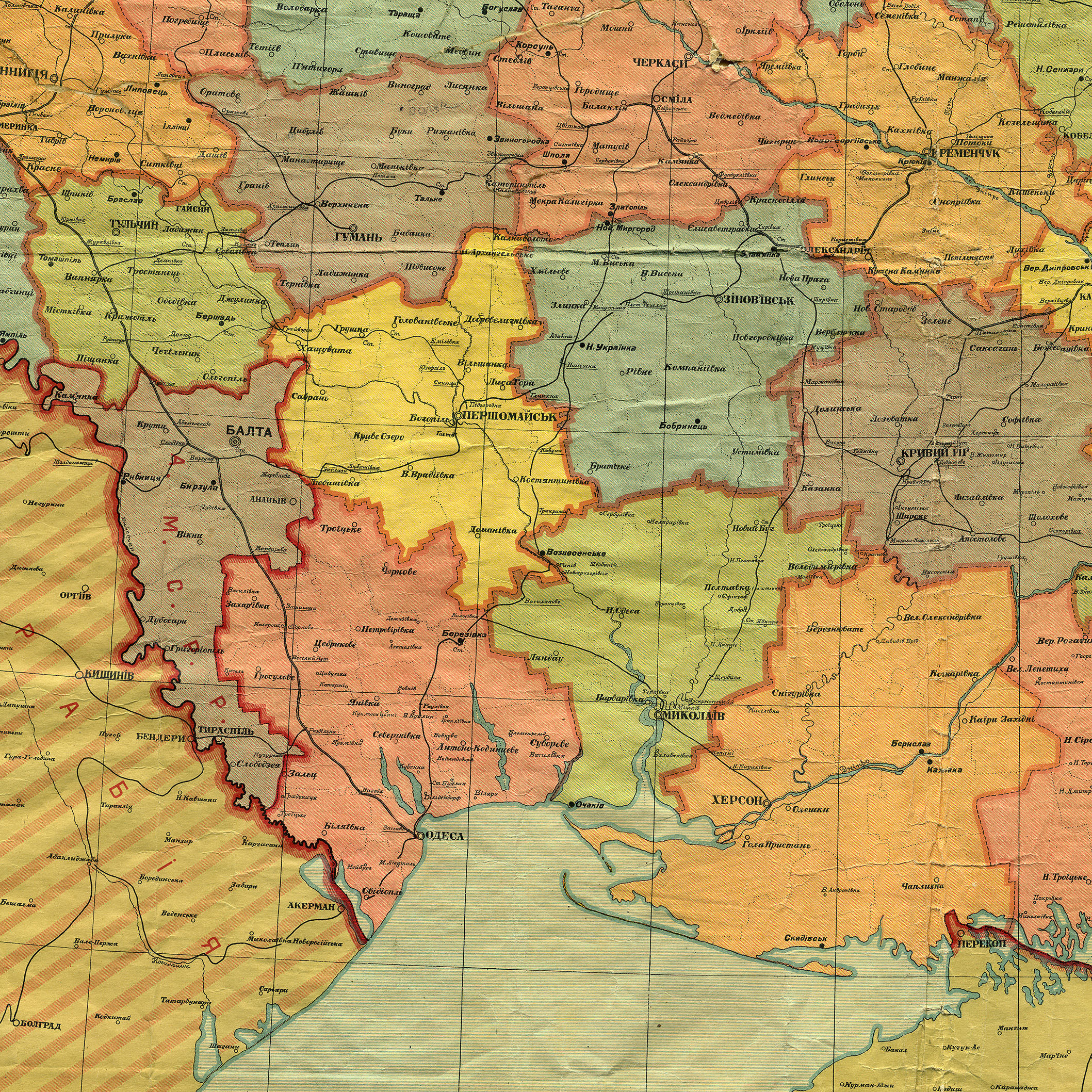
Карта Одеської округи, адміністративні межі станом на 1 жовтня 1925
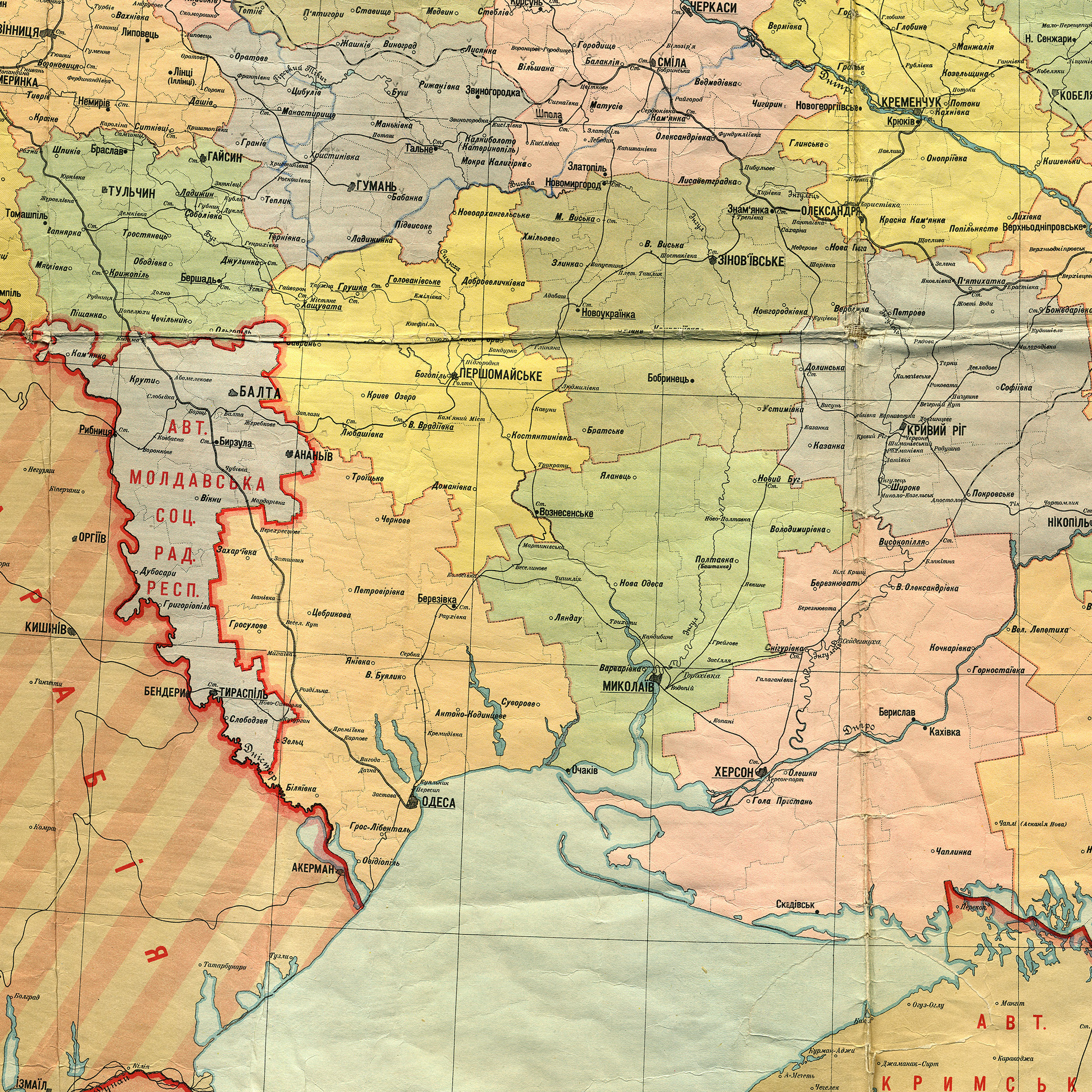
Карта Одеської округи, аадміністративні межі станом на 1 березня 1927

## Адміністративний поділ
| №               | Назва району             | Адмін. центр           | К-ть сільрад | Населення (1926) |
| --------------- | ------------------------ | ---------------------- | ------------ | ---------------- |
| 1               | Анатолівський            | с. Суворове            | 18           | 26 924           |
| 2               | Андрієво-Іванівський     | с-ще Андрієво-Іванівка | 21           | 37 843           |
| 3               | Антоново-Кодинцівський   | с. Антоново-Кодинцеве  | 14           | 22 821           |
| 4               | Березівський             | смт Березівка          | 20           | 32 184           |
| 5               | Біляївський              | с. Біляївка            | 6            | 33 783           |
| 6               | Благоївський             | с-ще Благоївка         | 6            | 16 218           |
| 7               | Гросулівський            | с. Гросолове           | 15           | 28 797           |
| 8               | Зельцький німецький      | с. Зельц               | 12           | 20 875           |
| 9               | Овідіопольський          | с. Овідіополь          | 6            | 13 706           |
| 10              | Жовтневий                | м. Жовтневе            | 17           | 34 009           |
| 11              | Спартаківський німецький | кол. Грослібенталь     | 8            | 13 621           |
| 12              | Троїцький                | с. Троїцьке            | 16           | 32 972           |
| 13              | Фрунзівський             | м. Захар'ївка          | 17           | 40 039           |
| 14              | Цебриківський            | с. Цебрикове           | 23           | 37 459           |
| 15              | Янівський                | м. Янівка              | 28           | 44 725           |
| Всього у окрузі | Всього у окрузі          | Всього у окрузі        | 227          | 864 399          |

## Населення

### Національний склад
| Місто/район                                   | населення | українці | українці | росіяни | росіяни | євреї   | євреї | німці  | німці | молдавани | молдавани | болгари | болгари | греки | греки | інші   | інші |
| Місто/район                                   | населення | осіб     | %        | осіб    | %       | осіб    | %     | осіб   | %     | осіб      | %         | осіб    | %       | осіб  | %     | осіб   | %    |
| --------------------------------------------- | --------- | -------- | -------- | ------- | ------- | ------- | ----- | ------ | ----- | --------- | --------- | ------- | ------- | ----- | ----- | ------ | ---- |
| Одеса                                         | 417 690   | 73 453   | 17,6%    | 162 789 | 39,0%   | 153 243 | 36,7% | 5 522  | 1,3%  | 1 048     | 0,3%      | 1 186   | 0,3%    | 1 377 | 0,3%  | 19 072 | 4,6% |
| Березівський район                            | 39 745    | 27 551   | 69,3%    | 2 830   | 7,1%    | 3 800   | 9,6%  | 4 544  | 11,4% | 243       | 0,6%      | 174     | 0,4%    | 72    | 0,2%  | 531    | 1,3% |
| Березівка                                     | 7 561     | 2 901    | 38,4%    | 1 047   | 13,8%   | 3 223   | 42,6% | 151    | 2,0%  | 12        | 0,2%      | 58      | 0,8%    | 35    | 0,5%  | 134    | 1,8% |
| Березівський район (села)                     | 32 184    | 24 650   | 76,6%    | 1 783   | 5,5%    | 577     | 1,8%  | 4 393  | 13,6% | 231       | 0,7%      | 116     | 0,4%    | 37    | 0,1%  | 397    | 1,2% |
| Гросс-Лібентальський район                    | 13 621    | 201      | 1,5%     | 224     | 1,6%    | 226     | 1,7%  | 12 839 | 94,3% | 24        | 0,2%      |         |         | 4     | 0,0%  | 103    | 0,8% |
| Гросулівський район                           | 28 797    | 18 809   | 65,3%    | 2 953   | 10,3%   | 1 483   | 5,1%  | 4 654  | 16,2% | 456       | 1,6%      | 34      | 0,1%    | 16    | 0,1%  | 392    | 1,4% |
| Захарівський район                            | 40 039    | 31 271   | 78,1%    | 1 612   | 4,0%    | 2 315   | 5,8%  | 1 116  | 2,8%  | 3 217     | 8,0%      | 78      | 0,2%    | 4     | 0,0%  | 426    | 1,1% |
| Ісаєвський район (Чернівський)                | 37 843    | 33 087   | 87,4%    | 618     | 1,6%    | 1 237   | 3,3%  | 1 653  | 4,4%  | 924       | 2,4%      | 82      | 0,2%    | 3     | 0,0%  | 239    | 0,6% |
| Комінтернівський район (Антоно-Кодинцівський) | 22 821    | 16 977   | 74,4%    | 1 401   | 6,1%    | 267     | 1,2%  | 3 529  | 15,5% | 32        | 0,1%      | 152     | 0,7%    | 280   | 1,2%  | 183    | 0,8% |
| Ленінський район (Северинівський)             | 16 218    | 1 575    | 9,7%     | 566     | 3,5%    | 177     | 1,1%  | 1 542  | 9,5%  | 58        | 0,4%      | 10 794  | 66,6%   | 1 418 | 8,7%  | 88     | 0,5% |
| Овідіопольський район                         | 13 706    | 12 211   | 89,1%    | 906     | 6,6%    | 186     | 1,4%  | 27     | 0,2%  | 104       | 0,8%      | 3       | 0,0%    | 154   | 1,1%  | 115    | 0,8% |
| Петровірівський район                         | 34 009    | 25 420   | 74,7%    | 3 751   | 11,0%   | 2 672   | 7,9%  | 1 200  | 3,5%  | 521       | 1,5%      | 320     | 0,9%    | 16    | 0,0%  | 109    | 0,3% |
| Янівський (Тарасошевченківський) район        | 44 725    | 30 576   | 68,4%    | 3 195   | 7,1%    | 1 765   | 3,9%  | 7 710  | 17,2% | 385       | 0,9%      | 550     | 1,2%    | 63    | 0,1%  | 481    | 1,1% |
| Роздільна                                     | 2 357     | 1 022    | 43,4%    | 1 033   | 43,8%   | 139     | 5,9%  | 26     | 1,1%  | 11        | 0,5%      | 13      | 0,6%    | 14    | 0,6%  | 99     | 4,2% |
| Янівка                                        | 2 286     | 733      | 32,1%    | 394     | 17,2%   | 1 080   | 47,2% | 27     | 1,2%  |           |           | 22      | 1,0%    | 3     | 0,1%  | 27     | 1,2% |
| Тарасошевченківський район (села)             | 40 082    | 28 821   | 71,9%    | 1 768   | 4,4%    | 546     | 1,4%  | 7 657  | 19,1% | 374       | 0,9%      | 515     | 1,3%    | 46    | 0,1%  | 355    | 0,9% |
| Тилигулоберезанський район (Анатолівський)    | 26 924    | 11 176   | 41,5%    | 8 454   | 31,4%   | 223     | 0,8%  | 6 541  | 24,3% | 26        | 0,1%      | 187     | 0,7%    | 48    | 0,2%  | 269    | 1,0% |
| Троїцький район                               | 32 972    | 30 992   | 94,0%    | 219     | 0,7%    | 642     | 1,9%  | 69     | 0,2%  | 704       | 2,1%      | 9       | 0,0%    |       |       | 337    | 1,0% |
| Фрідріхенгельський район                      | 20 875    | 4 127    | 19,8%    | 857     | 4,1%    | 722     | 3,5%  | 14 505 | 69,5% | 393       | 1,9%      | 11      | 0,1%    | 6     | 0,0%  | 254    | 1,2% |
| Цебриківський район                           | 37 459    | 22 424   | 59,9%    | 1 378   | 3,7%    | 1 113   | 3,0%  | 5 862  | 15,6% | 472       | 1,3%      | 5 878   | 15,7%   | 18    | 0,0%  | 314    | 0,8% |
| Біляївський район (Червоноповстанський)       | 33 783    | 16 436   | 48,7%    | 8 812   | 26,1%   | 380     | 1,1%  | 88     | 0,3%  | 7 751     | 22,9%     | 53      | 0,2%    | 8     | 0,0%  | 255    | 0,8% |

### Мовний склад
Рідна мова населення Одеської округи за переписом 1926 року
| Район                            | Населення, осіб | Рідна мова, % | Рідна мова, % | Рідна мова, % |
| Район                            | Населення, осіб | українська    | російська     | інша          |
| -------------------------------- | --------------- | ------------- | ------------- | ------------- |
| м. Одеса                         | 417 690         | 10,1          | 65,6          | 24,3          |
| Березівський                     | 39 745          | 66,2          | 3,8           | 30,0          |
| Гросслібентальський              | 13 621          | 0,8           | 2,8           | 96,4          |
| Гросулівський                    | 28 797          | 63,5          | 13,3          | 23,2          |
| Захарівський                     | 40 039          | 76,5          | 7,4           | 16,1          |
| Ісаївський                       | 37 843          | 83,3          | 6,6           | 10,1          |
| Комінтернський                   | 22 821          | 68,2          | 13,8          | 18,0          |
| Ленінський                       | 16 218          | 9,6           | 4,8           | 85,7          |
| Овідіопольський                  | 13 706          | 74,5          | 23,4          | 2,1           |
| Петровірівський                  | 34 009          | 72,1          | 14,5          | 13,4          |
| Янівський (Тарасошевченківський) | 44 725          | 56,5          | 21,1          | 22,4          |
| Тилигулоберезанський             | 26 924          | 35,6          | 38,6          | 25,8          |
| Троїцький                        | 32 972          | 93,7          | 1,2           | 5,1           |
| Фрідріхенгельський               | 20 875          | 18,6          | 5,5           | 75,9          |
| Цебриківський                    | 37 459          | 59,8          | 5,3           | 34,9          |
| Червоноповстанський              | 33 783          | 42,4          | 33,0          | 24,5          |
| Одеська округа                   | 861 227         | 35,7          | 38,5          | 25,8          |

## Райони Одеської округи після ліквідації (1930)
Після ліквідації 21 район округи перейшов у пряме підпорядкування Українській РСР.
- Андріїво-Іванівський (Ісаївський)
- Анатолівський (Тилигулоберезанський район)
- Антоно-Кодинцівський
- Березівський
- Біляївський (Червоно-Повстанчицький)
- Благодатнівський
- Вільшанський
- Врадіївський
- Гросулівський
- Доманівський
- Жовтневий (Петровірівський)
- Зельцький (Фридрих-Енгельсівський)
- Криво-Озерський
- Любашівський
- Першомайський (Богопільський)
- Роздільнянський
- Савранський
- Спартаківський (Гросс-Лібентальський)
- Троїцький
- Фрунзівський (Захар'ївський)
- Цебриківський

## Керівники округи

### Відповідальні секретарі окружного комітетуКП(б)У
- Тарасов В. Н. (.03.1923–1924),
- Шац (1924–.05.1924),
- Лейбензон Марк Львович (.05.1924–.06.1925),
- Гливенко (.06.1925–.08.1925),
- Безсонов Володимир Матвійович (.08.1925–.05.1926),
- Маркітан Павло Пилипович (.05.1926–31.01.1927),
- Чернявський Володимир Ілліч (31.01.1927–12.11.1929),
- Мусульбас Іван Андрійович (12.11.1929–.07.1930),
- Вайнов Антон Романович (.07.1930—15.09.1930)

### Голови окружного виконавчого комітету
- Пашковський Парфентій Георгійович (.03.1923–.03.1924),
- Баранник (.03.1924—.06.1924),
- Бурумов Андрій Миколайович (.06.1924–.07.1925),
- Кудрін Іван Михайлович (.07.1925–.12.1925),
- Мишков Микола Гордійович (17.12.1925–5.02.1927),
- Триліський Олексій Лукич (5.02.1927–.01.1930),
- Гавеман Костянтин Костянтинович, в.о. (.01.1930—.02.1930)
- Горбань Михайло Карпович (.02.1930—.09.1930)